# کمیته آزادی‌بخش ملی لهستان

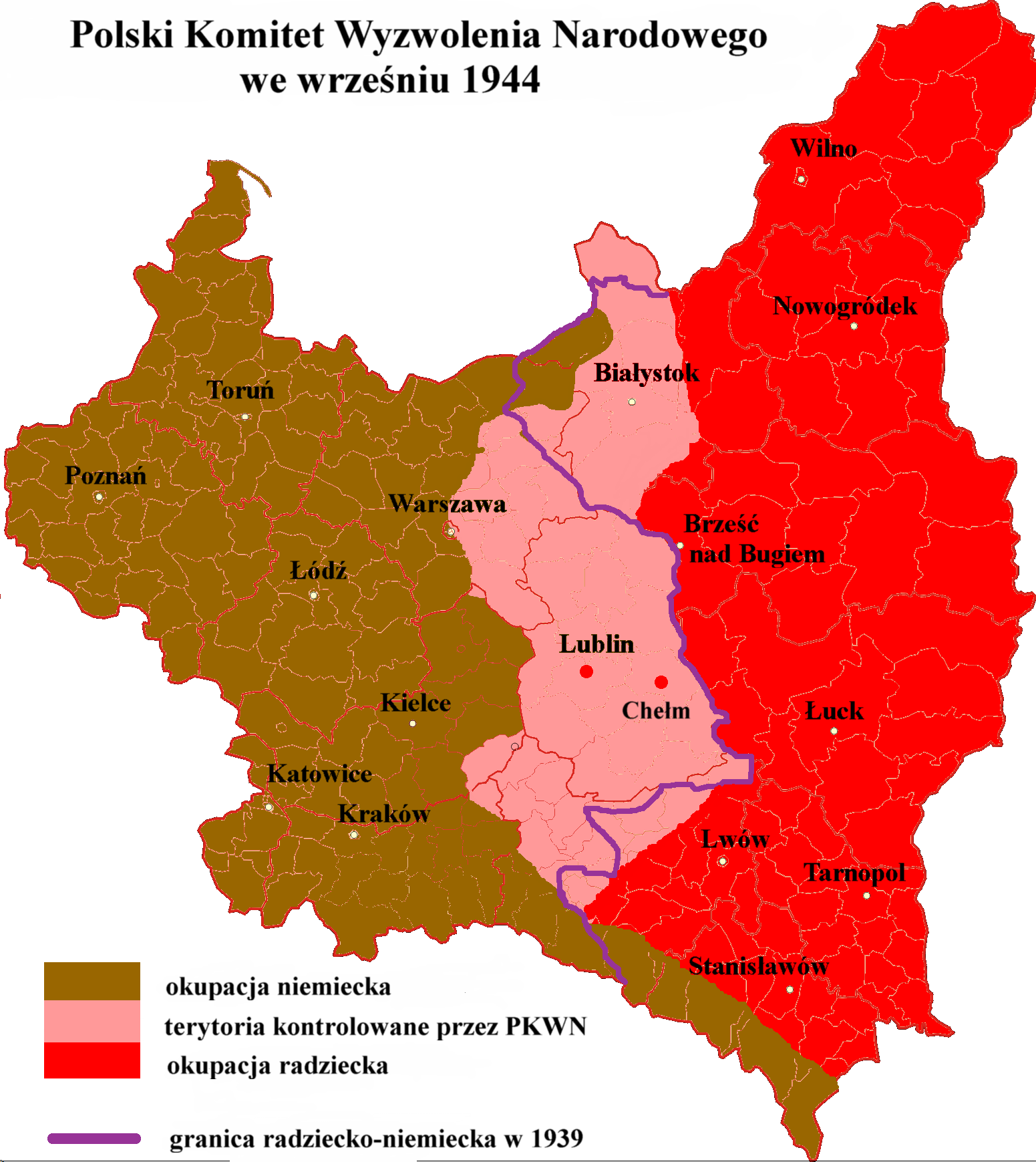
نواحی تحت کنترل کمیته آزادی‌بخش ملی لهستان در سپتامبر ۱۹۴۴ به رنگ صورتی نمایش داده شده‌اند)

کمیته آزادی‌بخش ملی لهستان ((به لهستانی: Polski Komitet Wyzwolenia Narodowego)) (اختصاری PKWK) که با نام کمیته لوبلین هم شناخته می‌شود یک قدرت اجرایی حکومتی بود که توسط کمونیست‌ها در مراحل پایانی جنگ در لهستان به وجود آمد. در ۲۲ ژوئیه ۱۹۴۴ در شهر خه‌اوم تشکیل آن اعلام و در ۲۶ ژوئیه در لوبلین و تحت نظارت شورای ملی شروع به کار کرد. کمیته آزادی‌بخش یک دولت موقت بود که توسط کمونیست‌ها و تحت هدایت شوروی در برابر دولت در تبعید لهستان که از جانب دنیا به عنوان دولت مشروع لهستان شناخته می‌شد به وجود آمد. این کمیته کنترل نواحی آزاد شده خاک لهستان از دست آلمان نازی توسط ارتش سرخ و ارتش خلق لهستان را در اختیار داشت. حمایت و تأثیر پذیری این دولت موقت از شوروی و نیروهای کمونیست بود.